# Miss Mongolia

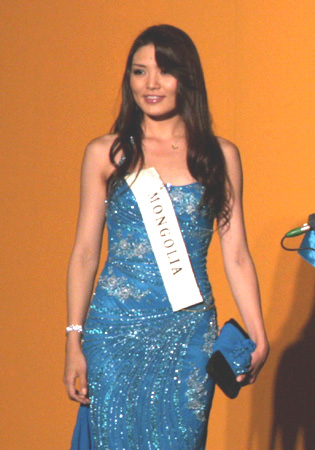
Miss Mongolia 2008 Anun Chinbat durante Miss Mondo 2008.

Miss Mongolia è un concorso di bellezza femminile che si tiene annualmente in Mongolia, e dal quale viene eletta la rappresentante della Mongolia a Miss Mondo e a Miss Tourism Queen International. La prima edizione del concorso si è tenuta nel 2005. Il concorso è organizzato annualmente dalla Desoft Media company.

## Albo d'oro
| Anno | Vincitrice                                                                      |  |
| ---- | ------------------------------------------------------------------------------- |  |
| 2005 | Khongorzul Ganbat                                                               |  |
| 2006 | Selenge Erdene-Ochir                                                            |  |
| 2007 | Oyungerel Gankhuyag                                                             |  |
| 2008 | Anun Chinbat                                                                    |  |
| 2009 | Battsetseg Batbaatar                                                            |  |
| 2010 | Sarnai Amar                                                                     |  |
| 2011 | Buyankhishig Unurbayar                                                          |  |
| 2012 | Bayarmaa Huselbaatar                                                            |  |
| 2013 | Pagmadulam Sukhbaatar                                                           |  |
| 2014 | Battsetseg Turbat                                                               |  |
| 2015 | Anu Namshir                                                                     |  |
| 2016 | Bayartsetseg Altangerel                                                         |  |
| 2017 | Enkhjin Tseveendash                                                             |  |
| 2018 | Erdenebaatar Enkhriimaa                                                         |  |
| 2019 | Tsevelmaa Mandakh                                                               |  |
| 2020 | A causa dello scoppio della pandemia di COVID - 19, il concorso non si è tenuto |  |
| 2021 | Burte-Ujin Anu                                                                  |  |